# Erik Öman
Erik Öman, född 17 september 1885 i Stora Kils församling, Värmlands län, död 19 mars 1974 i Danderyd, var en svensk kemiingenjör. 
Öman avlade ingenjörsexamen 1909 vid KTH. Han var 1938–1944 professor i kemisk teknologi, 1944–1945 i teknisk organisk kemi och 1947–1953 i kemisk apparatteknik. Öman är begravd på Galärvarvskyrkogården i Stockholm.